# Nampcelles-la-Cour

Nampcelles-la-Cour este o comună în departamentul Aisne din nordul Franței. În 1 ianuarie 2022 avea o populație de 114 de locuitori.